# صالح جودت
صالح جودت (1331- 1396 هـ / 1912- 1976 م) أديب مصري، شاعر وقاصٌّ وروائي. لحَّن قصائدَه كبار الملحِّنين، وغنَّاها مشاهير المطربين.

## سيرته
ولد صالح بن كمال الدين جودت في مدينة الزقازيق بمحافظة الشرقية، يوم الخميس 4 المحرَّم 1331هـ الموافق 12 ديسمبر 1912م، لأسرة متوسطة الحال. كان والده يعمل مهندسًا زراعيًّا، ممَّا جعل أسرته دائمة التَّرحال بين أقاليم القطر المصري، الذي كان له تأثير في صالح، فأصبح واحدًا من كبار كتَّاب أدب الرحلات. ومنذ طفولته أبدى اهتمامًا بمكتبة والده الملأى بنفائس الكتب ونوادرها، فراح يقلِّب في دواوين الشعر لكبار الشعراء من أمثال المتنبي، والبحتري، وأبو نواس، غير أن ارتباطه بقصائد الشاعر أحمد شوقي فاق الجميع.
تلقَّى دراسته الابتدائية بمدرسة مصر الجديدة الابتدائية بالقاهرة، ثم حصل على شهادة الثانوية من المدرسة الثانوية بالمنصورة، وفي المنصورة لقيَ أقرانه من الشعراء مثل علي محمود طه، وإبراهيم ناجي، ومحمد الهمشري، كما التقى الموسيقار رياض السنباطي، الذي لحَّن من كلمات صالح جودت أكثر من قصيدة لأم كلثوم فيما بعد.
وفي أثناء دراسته بكلية التجارة أصدر ديوانه الأول، ولإيمانه الشديد بالمذهب الشعري لأحمد شوقي انضمَّ إلى مدرسة أبوللو الشعرية التي تتبنَّى المذهب الرومانسي في الشعر، وذلك منذ اجتماعها التأسيسي في 10 أكتوبر 1932 برئاسة أحمد شوقي في مجلسه الأدبي الذي يسمَّى (كرمة ابن هانئ).
عمل صالح جودت في بداية حياته محاسبًا ببنك مصر بحُكم دراسته التجارية وحصوله على الماجستير في العلوم السياسية، ثم محرِّرًا في صحيفة الأهرام، ثم بمجلة الإذاعة، وكان له باب ثابت تحت اسم «في حقيبة الرسائل»، وكان يختتمه بتوقيع «ص ج»، وظنَّ بعض القرَّاء أنه توقيع صلاح جاهين. ثم انتقل إلى دار الهلال، واستقرَّ بها سنوات طويلة، حتى عُيِّن سنة 1971 رئيسًا لتحرير "مجلة الهلال"، وأصدر "مجلة الزهور" ليكتب فيها الأدباء الشبَّان.

## أعماله
توثقت الصلاتُ الفنية بين صالح جودت وكبار الفنانين منذ بداية عقد الأربعينيات، والتقى صديقه القديم محمد عبد الوهاب، الذي طالما جالسه في حضرة أحمد شوقي، واتفقا على ضرورة إعادة الاعتبار للفن والفنانين، فكانت أغنية (الفن) التي كتبها صالح جودت وتقول كلماتها: 
ثم تطرقت الأغنية إلى مدح الملك فاروق:
نجحت الأغنية كثيرًا وباتت أشبه بالنشيد الوجودي للفن والفنانين في مصر، وقاد هذا المدح الذي نظمه جودت في الملك فاروق، لأن يصير مدَّاح الملوك والرؤساء في القرن العشرين. كتب صالح جودت قصائدَ أُخرى في مدح الملوك والرؤساء مثل قصيدة (يا رفيع التاج)، التي غنَّاها عبد الوهاب بمناسبة زيارة الملك عبد العزيز آل سعود لمصر، وحين أحيا الموسيقار فريد الأطرش حفل زِفاف صديقه الملك الأردُنِّي الحسين بن طلال على الملكة دينا، غنَّى من كلمات صالح جودت: «يا أغلى من أمانينا.. وأحلى من أغانينا.. يا زينة الدنيا يا دينا».
بعد قيام ثورة الثالث والعشرين من يوليو، انبرى جودت للدفاع عن الثورة والتغنِّي بإنجازاتها، فغنَّى له عبد الوهاب «حرية أراضينا فوق كل الحريات»، وحين حلَّت ذكرى مؤسس الاقتصاد القومي طلعت حرب، غنَّت أم كلثوم من ألحان رياض السنباطي وكلمات صالح جودت. وإثر نكسة عام 1967، خرجت الجماهير تطالب الرئيس جمال عبد الناصر بالعدول عن التنحِّي وغنَّت أم كلثوم مرَّة أُخرى من كلمات جودت وألحان السنباطي: (قم واسمعها من أعماقي.. فأنا الشعب.. ابق فأنت السد الواقي لمُنى الشعب).
أنشد له فريد الأطرش قصيدة (يا زهرة في خيالي) وغنى له أيضًا قصيدة (اسأل الفجر والغروب) و(يا شمس قلبي وضله) و(أيا مالكة القلب في إيدك ده عيد الدنيا يوم عيدك). وكتب صالح لفريد الأوبريت الشهير (الشرق والغرب) الذي غناه رفقة أخته أسمهان.
أسهم جودت في نجاح بعض الأغاني لليلى مراد مثل أغنية (المياه والهوا) و(رايداك والنبي رايداك) التي غنتهما في فيلم (شاطئ الغرام)، كما وضع لمحمد فوزي عدة أغان شهيرة مثل (يا جارحة القلب بعيونك) و(لغة الورود)، وغنت شادية من كلماته وألحان محمد عبد الوهاب أغنية (أحبك.. أحبك.. وأضحى لحبك بأعز الحبايب). أما عبدالحليم حافظ فقد غنى له (الويل.. الويل) من ألحان عبد الوهاب أيضًا.
وضع صالح جودت كلمات أغاني الفيلم (ألمظ وعبده الحامولي)، وغنت وردة الجزائرية من كلماته وألحان فريد الأطرش أغنية (روحي وروحك حبايب)، ومن ألحان بليغ (يا نخلتين في العلالي)، ومن أنغام عبد الوهاب (اسأل دموع عينيا)، فيما تغنَّى عادل مأمون بأغنيته الشهيرة من ألحان كمال الطويل «ياللي سامعني.. قول يا نور عيني.. إن كنت بايعني ولا شاريني».
كان للأغاني الدينية نصيب من أشعار جودت، لعل أشهرها (الثلاثية المقدسة) لأم كلثوم وهي من ألحان رياض السنباطي، إذ امتزجت المشاعر الدينية المتدفقة لترسم ثلاث لوحات لرحاب المسجد الحرام، والمسجد النبوي، وصولًا للقدس في واحدة من أعذب القصائد الدينية.

## مؤلفاته وآثاره

#### دواوينه الشعرية
1. ديوان صالح جودت
2. ليالي الهرم
3. أغنيات على النيل
4. حكاية قلب
5. ألحان مصرية
6. الله والنيل والحب[1]

#### رواياته
1. الشباك
2. عودي إلى البيت

#### مجموعاته القصصية
1. في فندق الله
2. وداعًا أيها الليل
3. خائفة من السماء
4. بنت أفندينا
5. كلنا خطايا
6. أولاد الحلال
7. أساطير وحواديت[2]

#### كتب الرحلات
1. قلم طائر
2. ملوك وصعاليك[1]

## جوائزه
حصل على العديد من الجوائز والأوسمة منها:
- وسام النهضة الأردني عام 1951.
- وسام العرش المغربي عام 1958.
- وسام العلوم والفنون من الطبقة الأولى عام 1959.
- ميدالية العلوم والفنون.
- جائزة أحسن قصيدة غنائية في السد العالي عام 1965.
- جائزة الدولة التشجيعية في الآداب من المجلس الأعلى لرعاية الفنون والآداب والعلوم الاجتماعية عام 1958.
- بعد وفاته بعام أصدر الأديب محمد رضوان دراسة بعنوان «شاعر النيل والنخيل» تكريمًا له وإحياءً لذكراه.[1]

## وفاته
توفي صالح جودت يوم الأربعاء 25 جُمادى الآخرة 1396هـ الموافق 23 يونيو (حَزِيران) 1976م.